# ۸۸۱ (فیلم)
«۸۸۱» (انگلیسی: 881 (film)) فیلمی در ژانر موزیکال است که در سال ۲۰۰۷ منتشر شد.